# Павленко Леонід Іванович
Леонід Іванович Павленко (28 серпня 1934, село Вільне, тепер Станично-Луганського району Луганської області – 15 червня 2020, місто Київ) — український радянський партійний діяч, 1-й секретар Волинського обласного комітету КПУ. Депутат Верховної Ради СРСР 11-го скликання. Народний депутат СРСР у 1989—1991 роках. Кандидат економічних наук.

## Біографія
Народився в селянській родині. У 1952 році закінчив Ворошиловградський механічний технікум.
У 1952—1953 роках — майстер, начальник зміни Липецького заводу чавунних труб РРФСР, майстер Ворошиловградського ливарно-механічного заводу.
У 1953—1955 роках — служба в Радянській армії.
З 1955 року — технік-кресляр, технік-розподілювач робіт, заступник начальника, начальник цеху Луганського трубопрокатного заводу імені Якубовського.
Член КПРС з 1957 року.
У 1964—1965 роках — інженер-технолог Броварського заводу порошкової металургії Київської області.
З 1965 року — завідувач промислово-транспортного відділу Броварського міського комітету КПУ Київської області.
Освіта вища. Закінчив Київський державний університет імені Тараса Шевченка.
У 1973—1975 роках — голова виконавчого комітету Броварської міської ради депутатів трудящих Київської області. У 1975 році — голова виконавчого комітету Броварської районної ради депутатів трудящих.
У 1975—1978 роках — 1-й секретар Броварського міського комітету КПУ Київської області.
У квітні 1978 — 22 липня 1987 року — секретар Київського обласного комітету КПУ з питань ідеології.
4 липня 1987 — 25 травня 1990 року — 1-й секретар Волинського обласного комітету КПУ. З травня 1990 року працював інспектором ЦК КПУ.
Потім — на пенсії в місті Києві.
15 червня 2020 року помер у місті Києві, в Клінічній лікарні «Феофанія». Похований на Байковому кладовищі.
Мав дружину (Павленко Зінаїда Степанівна), дочку, та трьох онуків.

## Нагороди
- орден Трудового Червоного Прапора
- орден Дружби народів
- медалі
- Почесна грамота Президії Верховної Ради Української РСР